# Кипрей холмовой
Кипрей холмовой или Кипрей холмовый (лат. Epilobium collinum) — многолетнее травянистое растение, вид рода Кипрей (Epilobium) семейства Кипрейные (Onagraceae).
По классификации, использованной в издании Флора СССР 1949 г., относится к группе кипреев с четырехлопастным рыльцем (секция Schizostigma), подгруппе Eriophora, отличающейся опушением всего растения прямыми, длинными, мягкими, оттопыренными волосками.

## Ботаническое описание
Многолетнее травянистое растение с толстым коротким усеченным главным корнем и пучком длинных нитевидных корней.
Стебель красноватый, прямой или слегка восходящий, от простого до сильно ветвистого, зачастую густо облиственный. В нижней части голый, выше покрытый очень мелкими серповидными прижатыми волосками, наиболее густыми в соцветии. Верхушки побегов при цветении поникающие. Высота (10)15-40(50) см.
Листья серовато-зеленой окраски, толстоватые, длиной 1-2(3) см, шириной 5-10(15) мм. По краю зубчатые с мозолистыми утолщениями на зубцах, почти голые, с коротким опушением по краю и по жилкам с обеих сторон листа. В нижней части стебля чаще супротивные с черешками 3-4 мм длиной, яйцевидные, туповатые, с сердцевидным или клиновидным основанием. В верхней части очерёдные, эллиптическо-ланцетные, практически сидячие.
Бутоны округло-яйцевидные, тупые, поникающие. Цветки небольшие, 4-6 мм длиной. Чашелистики ланцетные, тупые, слабо опушенные, 2,5-3 мм длиной. Трубка чашечки 1 мм длиной. Лепестки в 2 раза длиннее чашечки, бледно розовой окраски, редко белые, двулопастные. Рыльце четырехлопастное с лопастями до 1,5 мм длиной.
Коробочка густо войлочно-опушенная, в молодом состоянии серая, 4-5 см длиной. Семена светло-коричневые, удлиненно обратнояйцевидные, заостренные книзу, густо покрытые сосочками, 1 × 0,5 мм.

## Распространение и экология
Ареал распространения охватывает Скандинавию, Среднюю и Атлантическую Европу, запад Средиземноморского региона, Балканы и Малую Азию.
В России спорадически встречается на европейской части, где известен во многих районах, также распространен в нечернозёмной полосе.
Произрастает в сосновых борах, на опушках и открытых склонах, на песках, по сухим песчаным холмам.

## Классификация

### Таксономическое положение
- Epilobium collinum C.C.Gmel., 1826, Fl. Bad. 4: 265

Вид Кипрей холмовой входит в род Кипрей (Epilobium) семейства Кипрейные (Onagraceae) порядка Миртоцветные (Myrtales) последовательно входящий в клады Мальвиды → Розиды → Суперрозиды → Эвдикоты → Цветковые растения. Таксономическая схема в соответствии с Системой APG IV по состоянию на декабрь 2023 года:
|  |                          |  |                                   |                                   |                     |  | 9 еще 8 семейств | 9 еще 8 семейств |                     |  |  |  | еще 261 подтвержденный вид и 147 таксонов в статусе "неподтвержденных" |
|  |                          |  |                                   |                                   |                     |  | 9 еще 8 семейств | 9 еще 8 семейств |                     |  |  |  | еще 261 подтвержденный вид и 147 таксонов в статусе "неподтвержденных" |
|  |                          |  |                                   | порядок Миртоцветные              |                     |  |                  |                  | род Кипрей          |  |  |  |                                                                        |
|  |                          |  |                                   | порядок Миртоцветные              |                     |  |                  |                  | род Кипрей          |  |  |  |                                                                        |
|  | клада Цветковые растения |  |                                   |                                   | семейство Кипрейные |  |                  |                  | вид Кипрей холмовой |  |  |  |                                                                        |
|  | клада Цветковые растения |  |                                   |                                   | семейство Кипрейные |  |                  |                  |                     |  |  |  |                                                                        |
|  |                          |  | ещё 63 порядка цветковых растений | ещё 63 порядка цветковых растений |                     |  |                  | еще 21 род       | еще 21 род          |  |  |  |                                                                        |
|  |                          |  |                                   | ещё 63 порядка цветковых растений |                     |  |                  |                  | еще 21 род          |  |  |  |                                                                        |

### Синонимы
- Epilobium acinifolium Rchb. ex Schur
- Epilobium carpetanum Willk.
- Epilobium ebrodunense Chaix ex Hausskn.
- Epilobium lapponicum Bauer ex Hausskn.
- Epilobium nitidum Host
- Epilobium nutans Lej.